# Anadoły
Anadoły (ukr. Анадоли) – wieś na Ukrainie, w obwodzie czerniowieckim, w rejonie dniestrzańskim, w hromadzie Chocim. W 2001 liczyła 929 mieszkańców, spośród których 917 wskazało jako ojczysty język ukraiński, 7 rosyjski, 3 mołdawski, 2 białoruski.